# Niki Nordenskjöld
Niki Nordenskjöld, född Annika Nordenskjöld Olsén 1 december 1975 i Göteborg, död 3 september 2014 i Stockholm, var en svensk skådespelare och illustratör. 

## Biografi
Niki Nordenskjöld fick som 15-åring sin första filmroll i den dansk-svenska långfilmen och TV-serien Karlavagnen, regisserad av Birger Larsen. Som 20-åring tecknade hon för Göteborgs-Posten och hade bland annat under ett års tid seriestripen NIKI. Senare skådespelade och medverkade hon i diverse film-, TV- och teaterproduktioner. 
På scen medverkade Nordenskjöld bland annat i Lämmelman på Stockholms Stadsteater, i monologen Med mina händer gör jag människor vackrare på bland annat Klara Soppteater och Uppsala Stadsteater och i Stars on the Ceiling (I taket lyser stjärnorna) på Fringefestivalen, Edinburgh. Hon ingick som medlem i teatergruppen Orkestern.
Niki Nordenskjöld avled i cancer i september 2014.

## Filmografi i urval
- 2000 – Dog is Watching
- 2005 – Wallander – Den svaga punkten
- 2007 – Beck – Den japanska shungamålningen
- 2007 – Honungsfällan
- 2008 – Tack Gode Gud!
- 2008 – Oskar, Oskar
- 2011 – Annika Bengtzon – Prime Time
- 2012 – Karatefylla (Nominerad till TV-priset Kristallen)
- 2013 – Adelshingst (The Noble Stud) (belönad med Grand Prix på Kratkofil International Short Film Festival)
- 2013 – Solsidan

## Teater

### Roller (ej komplett)
| År   | Roll | Produktion                  | Regi              | Teater      |
| ---- | ---- | --------------------------- | ----------------- | ----------- |
| 2010 | Häxa | Macbeth William Shakespeare | Thomas Segerström | Romateatern |